# Philepitta schlegeli
Philepitta schlegeli е вид птица от семейство Philepittidae. Видът е почти застрашен от изчезване.

## Разпространение
Видът е разпространен в Мадагаскар.